# Signe Ryberg
Signe Ryberg, född 28 augusti 1891 i Stockholm, död 7 december 1956 i Stockholm, var en svensk målare.
Hon var dotter till ingenjören A Jansson och Nanna Stein och från 1917 gift med arkitekten Carl Ture Ryberg. Hon studerade måleri vid Cardons målarskola och vid Konsthögskolan i Stockholm 1908–1912. Hon var efter studierna huvudsakligen verksam som porträtt och miniatyrmålare. Vid hennes död instiftade hennes man en stipendiefond som utdelas av Konstakademien till stöd för eleverna vid akademiens målarskola. Makarna Ryberg är begravda på Norra begravningsplatsen utanför Stockholm.